# Розино (област Хасково)
 За другото българско село вижте Розино (Област Пловдив).  
Розино е село в Южна България. То се намира в община Ивайловград, област Хасково.

## География
Село Розино се намира в планински район.